# Chikkerur, Hirekerur
Chikkerur là một làng thuộc tehsil Hirekerur, huyện Haveri, bang Karnataka, Ấn Độ.